# بهداشت حرفه‌ای
مهندسی بهداشت حرفه‌ای یا مهندسی بهداشت حرفه ای و ایمنی کار (به انگلیسی: Occupational Hygiene Engineering/ Occupational Health /Engineering / Occupational Hygiene and Safety Engineering / Industrial Hygiene Engineering) شاخه‌ای است از علوم مهندسی و عبارت است از شناسایی، ارزیابی و کنترل عوامل زیان‌آور موجود در محیط کار به همراه یک سری مراقبت‌های بهداشتی درمانی به منظور سالم‌سازی محیط کار و حفظ سلامت نیروی کار.
مهندسی بهداشت حرفه‌ای را می‌توان به‌طور خلاصه علم و هنر تأمین سلامت در محیط‌های شغلی تعریف کرد و یک مهندس بهداشت حرفه‌ای یا مهندسی بهداشت حرفه‌ای و ایمنی کار کسی است که وظیفه شناسایی، ارزشیابی و حذف یا کنترل عوامل مخاطره‌آمیز شغلی را به عهده دارد.
نخستین کمیته مشترک سازمان بهداشت جهانی و سازمان بین‌المللی کار که در سال ۱۹۵۰ تشکیل شد، مهندسی بهداشت حرفه‌ای را چنین تعریف نموده‌است:تامین و ارتقاء عالی‌ترین سطح سلامت جسمی، روانی واجتماعی برای کارگران همهٔ مشاغل، پیشگیری از بیماری‌ها و حوادث ناشی از کار، به‌کارگماردن نیروی کار درمحیط و شغلی که از لحاظ جسمی و روانی قدرت انجام آن را دارد و به‌طور خلاصه تطابق کار با انسان یا ارگونومی که از کلمه یونانی برگرفته شده‌است.
مهندسی بهداشت حرفه‌ای رشته‌ای است که به محیط کار بر می‌گردد. در واقع متخصصان در این رشته خطرهای بالقوه‌ای که در محیط کار وجود دارد را شناسایی می‌کنند و در مراحل بعد به اندازه‌گیری و ارزیابی این خطرات و کنترل آن‌ها می‌پردازند. البته کسانی که علم بیشتری در این رشته دارند، خطرهای شغلی را پیش‌بینی می‌کنند. به این نکته باید اشاره کرد که کسب این مهارت‌ها به نحوه تربیت دانشجویان بستگی دارد.

## تاریخچه بهداشت حرفه‌ای
تا قرن شانزدهم میلادی در کتب طبی به بهداشت حرفه‌ای و ارتباط بیماری‌های مختلف با شغل افراد اشاره قابل توجهی نشده‌است. از قرن شانزدهم به بعد در تاریخ به چهره‌های درخشانی برمی‌خوریم که تمام عمر خود را صرف تشخیص و جلوگیری از بیماری‌های ناشی از کار نموده و خدمات با ارزشی انجام داده‌اند.
اولین فردی که آثار ارزنده‌ای در مورد بهداشت حرفه‌ای از خود به یادگار گذاشته‌است طبیبی از ناحیه ساکسونی در ایتالیا به نام اگریکولا بود او کتابی در ۱۲ جلد دربارهٔ اکتشافات و استخراج فلزات. ابزار کار. حوادث و بیماری‌های ناشی از کار و … نوشت که در سال ۱۵۵۶ منتشر شد. بعد از او در سال ۱۵۶۷ پزشک دیگری اهل سوئیس به نام پاراسلسوس کتابی دربارهٔ بیماری‌های وابسته به شغل در بین کارکنان معدن ذوب و فلزات منتشر کرد. در سال ۱۶۳۳ پدر طب کار یا همان رامازینی به دنیا آمد که یکی از پیشقدمان بزرگ قرن ۱۷ در زمینه بهداشت حرفه‌ای می‌باشد. کتاب معروفش دربارهٔ بیماری‌های حرفه‌ای در سال ۱۷۰۰ میلادی منتشر شد. او برای اولین بار به پزشکان توصیه کرد که علاوه بر سؤالات که در زمان معاینه از بیماران می‌پرسیدند از همه بپرسند شغل شما چیست این جمله کوتاه نقطه عطفی در تاریخ بهداشت حرفه‌ای و طب کار به‌شمار آمده‌است.

### بهداشت حرفه ای در جهان
پدیداری دانش بهداشت شغلی، به عنوان یک تخصص ویژه وجدا از دیگر دانش‌ها، به نسبت تازه است، اما مفاهیم مطرح شده در این دانش از زمان‌های کهن مورد توجه بوده‌است.
چهارصد سال پیش از میلاد مسیح بقراط اثرات زیان‌آور مواجهه با سرب را شناسایی کرده و در نوشته‌هایش یاد می‌کند. در آن زمان عمدتاً از بردگان برای مشاغل سخت استفاده می‌گردید و از آنجا که حکومت‌ها هیچگونه مسئولیتی در برابر بردگان نداشتند، بدیهی است که اقدامات خاصی نیز برای حل مشکلات آن‌ها صورت نمی‌پذیرفت.
درنخستین سدهٔ پس از میلاد، پلنی(۲۳تن۷۹ب. م) که یک دانشمند رومی بود، از مثانهٔ حیوانات یک ماسک تنفسی ساخت و کاربرد آن را برای کار در معادن پیشنهاد نمود.
در سال ۱۴۷۳ میلادی النبوگ Ulrich Ellenbog نخستین نشریه بهداشتی در مورد بیماری‌ها و آسیب‌های شغلی را انتشار داد. او در این مجموعه دربارهٔ بیماری‌های شغلی و صدماتی که در میان کارگران طلا شایع است مطالبی را به رشته تحریر درآورده‌است. درقرن شانزدهم آگریکولا (آگریکولا) و پاراسلوس (پاراسلسوس) دربارهٔ بیماری‌های شغلی کارگران ذوب آهن، فلزات و بیماری‌های معدنچیان و مسمومیت جیوه آثاری به جای گذارده‌اند. کتاب آگریکولا در سال ۱۵۵۶ یکسال بعد از مرگ او و کتاب پاراسلوس در سال ۱۵۶۷ منتشر شد.

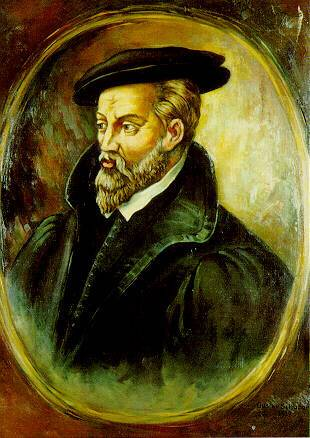
آگریکولا
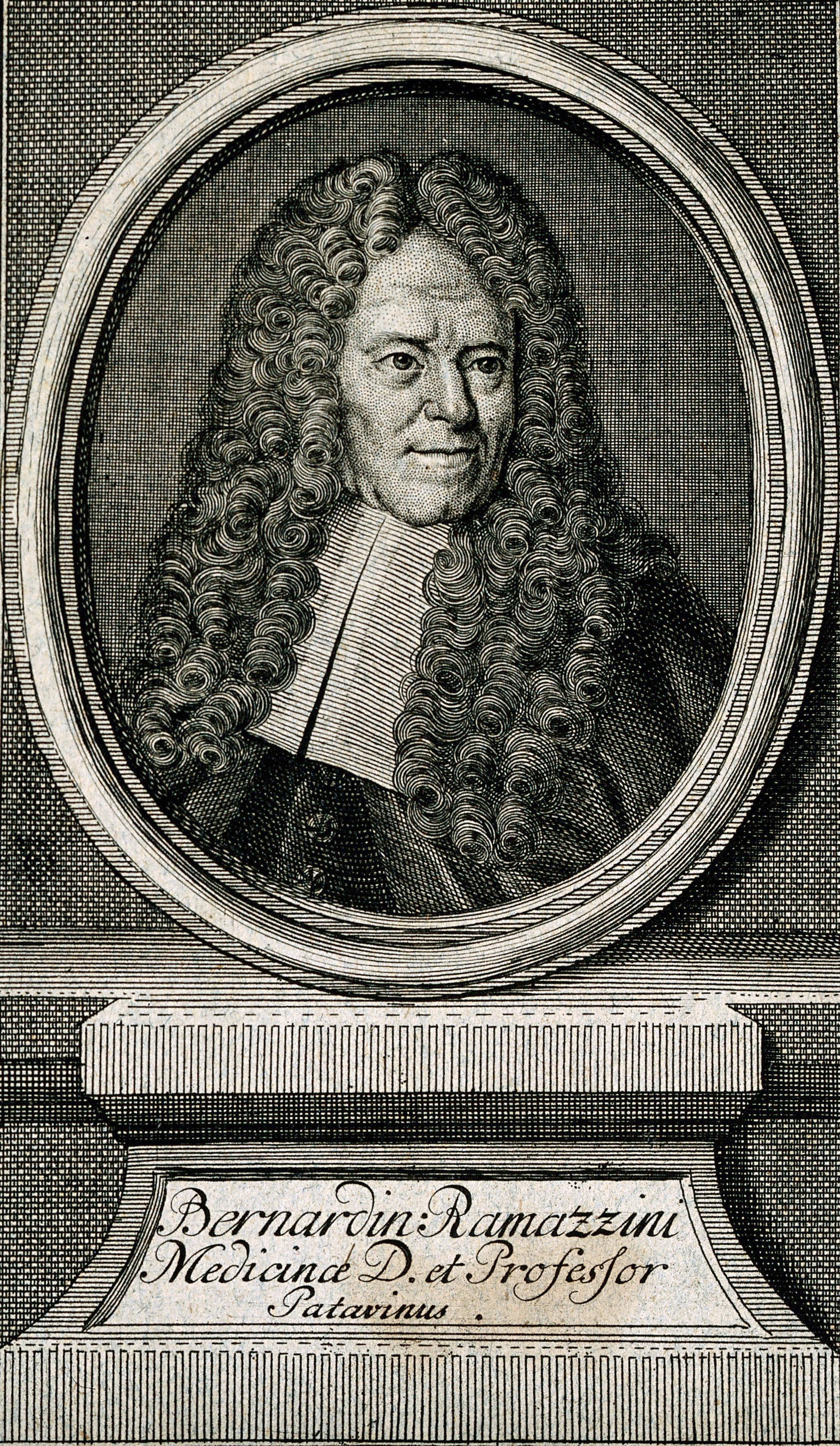
برناردینو رامازینی
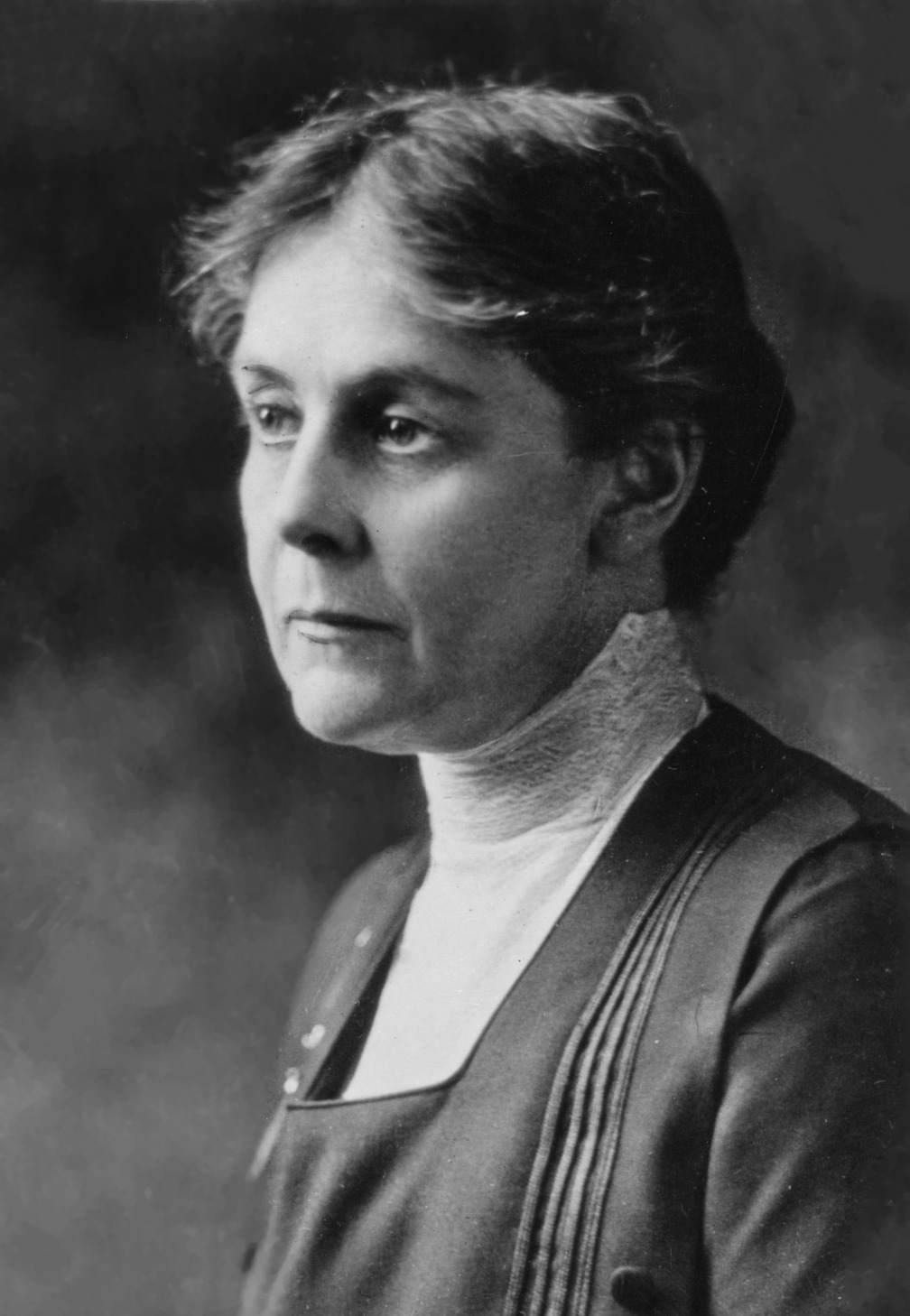
آلیس هامیلتون
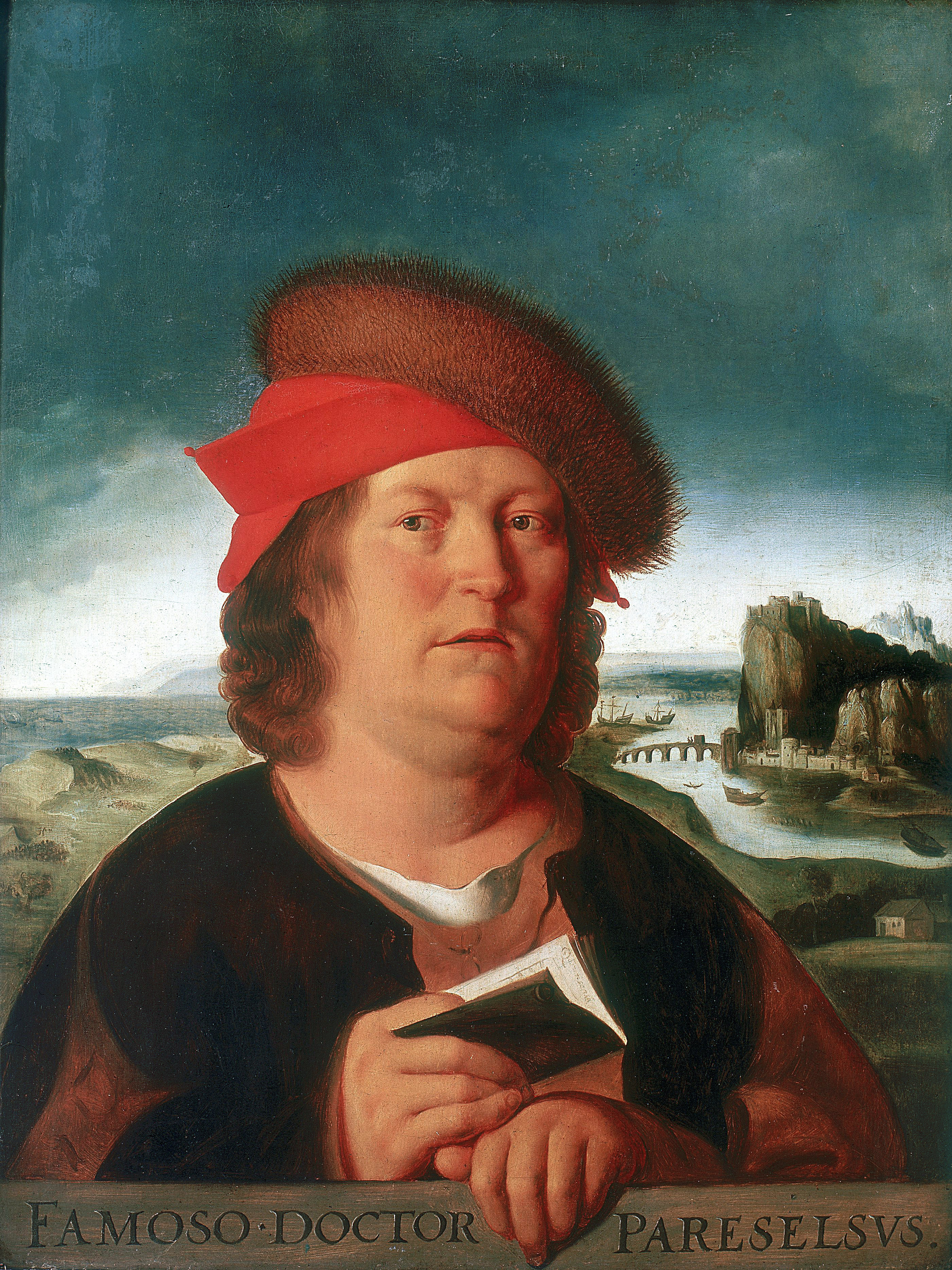
پاراسلوس

شاید بتوان مهم‌ترین نقطه عطف در تاریخ تکامل بهداشت شغلی و ایمنی را انقلاب صنعتی اروپا دانست. زمانی که انسان با قدرت جسمی محدود در مقابل دستگاه‌ها و ماشین آلات تازه ساخت غول پیکر ایستاد و در حالی که اطلاع چندانی راجع به چگونگی کارکرد ماشین آلات و چگونگی کنترل آن‌ها نداشت، به کار مشغول شد. این مسئله باعث شد که در ابتدای پیدایش انقلاب صنعتی در اروپا تعداد بسیار زیادی از افراد در اثر مواجهه با حوادث محیط کار کشته یا دچار نقص عضو شوند. این اتفاقات و آمار بالا باعث شد که سردمداران انقلاب صنعتی به فکر تصویب قواعد و قوانینی در رابطه با الزامات محیط‌های کاری و نحوه رفتار کارگران برای آسیب کمتر ناشی از کار با ماشین آلات عظیم‌الجثه بیفتند.
رامازینی، نخستین پزشکی است، که به توصیف پیشه‌های گوناگون و بیماری‌های ناشی از آن‌ها می‌پردازد. برای نمونه فلج دست‌ها از میان رفتن دندان‌ها، نا شکیبایی و صورت‌های نزار و رنجور سفالگران در برابر سرب را توصیف کرده‌است.
توماس الیور در کتاب خود که در سال ۱۹۰۸ منتشر کرد به بیماری‌های شغلی اشاره نموده‌است. دکتر توماس لِگ (Thomas moris legge) در کتاب خود به نام جذب و مسمومیت سرب که به کمک دکتر گادبای در سال ۱۹۱۲ منتشر کرد به مضرّات این فلز اشاره می‌نماید.
در سال ۱۹۱۸،آلیس هامیلتون، رشتهٔ بهداشت صنعتی را در دانشگاه هاروارد آمریکا پایه‌گذاری کرد. بررسی‌های گستردهٔ او در زمینه سم‌شناسی، به ویژه مسمومیت با فسفر سفید در صنایع کبریت‌سازی و مسمومیت سرب، موجب رشد سریع بهداشت حرفه‌ای شد.
بر اساس فعالیت‌های گونا گون برای بهبود شرایط محیط کار و نیز، جنبش‌های کارگری، در سال ۱۹۱۹،سازمان بین‌المللی کار (سازمان بین‌المللی کار) بر پا شد. پس از آن، به علت موفقیت‌هایی که آمریکا در جنگ جهانی در زمینه تولید تسلیحات نظامی به دست آورد، نه تنها صنایع بلکه بهداشت حرفه‌ای در این کشور به سرعت رشد یافت. در آن زمان، شعار تبلیغاتی سازمان خدمات بهداشتی آمریکا بر تندرستی کار گر تأکید داشت:
«کارگر را سالم نگهدار تا خوب کار کند»
توسعهٔ سریع صنایع و علوم درقرن بیستم واستفاده بشر از مواد گوناگون درمصارف صنعتی، از یک طرف برتعداد و دامنه بیماری‌های ناشی از کار افزود و از طرف دیگر وسیله تحقیق و بررسی بر روی جلوگیری ودرمان آن‌ها را بیش ازپیش فراهم نمود. رشد اجتماعات کارگری و تشکیل اتحادیه‌ها، و سندیکاهای کارگری را نیز می‌توان از عوامل مؤثر در بهبود بهداشت محیط‌های کار دانست.

### وقایع نگاری بهداشت حرفه ای در گذر تاریخ
برخی از رویدادهای مهم بهداشت حرفه ای در کشورهای غربی عبارت هستند ا ز:
۱۸۱۵ میلادی: نخستین قانون ایمنی به وسیلهٔ ادارهٔ معادن در آمریکا به تصویب رسید بر پایه این قانون لازم شد هر معدن دارای دو راه خروج باشد، تا در صورت ریزش و بسته شدن یکی از آنها، راه خروج دیگر باز باشد.
۱۸۱۵میلادی: هامفری دیوی، نخستین وسیله را اختراع کرد. بنا به درخواست انجمن پیشگیری از حوادث در معادن زغال سنگ و با تلاش فراوان، دیوی توانست چراغ ایمنی را برای معادن زغال سنگ طراحی کند.

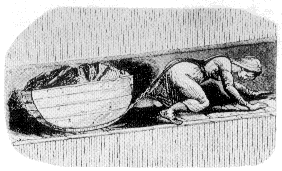
کارگر جوانی که گاری حاوی زغال سنگ را در معدن حمل می‌کند در سالهای ۱۸۴۴–۱۸۴۲ قوانینی برای بهبود شرایط کار در بریتانیا به تصویب رسید

۱۸۳۳ میلادی: نخستین قانون صنایع در انگلستان به تصویب رسید. تا پیش از تصویب این قانون، ۱۲ ساعت کار در روز اجباری بود.
۱۸۶۴ میلادی: قانون ایمنی در معادن پنسیلوانیا به تصویب رسید.
۱۸۶۶ میلادی: اداره ملی آتش‌نشانی در آمریکا تأسیس شد.
۱۸۶۷ میلادی: نخستین برنامهٔ بازرسی صنایع به وسیلهٔ مسوولان دولتی در ایالت ماساچوست آمریکا تدوین شد.
۱۸۹۶ میلادی:انجمن ملی حفاظت در برابر آتش (NFPA) در آمریکا تأسیس شد
۱۹۰۶ میلادی: نخستین بررسی منظم از حوادث شغلی منجر به مرگ در پنسیلوانیا انجام شد.
۱۹۱۴: در آمریکا، دفتر بهداشت و سلامت در صنایع، به وسیلهٔ اداره خدمات بهداشت همگانی تأسیس شد. این مرکز پس از چندین بار تغییر نام در سال ۱۹۷۰ به نام مؤسسهٔ ملی ایمنی و بهداشت حرفه ای (NIOSH) نامگذاری شد.
۱۹۳۱ میلادی: نخستین الگوی علمی دربارهٔ علل بروز حوادث، به وسیلهٔ هانریش ارائه شد.
۱۹۵۶ میلادی: برنامه‌های پیشگیری از حوادث به وسیله اداره بهداشت همگانی آمریکا ارائه شد.
۱۹۶۸ میلادی: جانسون، رئیس‌جمهور وقت آمریکا لزوم برپایی قوانین دولتی ایمنی و بهداشت را اعلام کرد.
۱۹۷۰: در زمان ریاست جمهوری نیکسون، قانون یاد شده به تصویب رسید، که موجب ایجاد ادارهٔ ایمنی و بهداشت حرفه ای (OSHA) و مؤسسهٔ ملی ایمنی و بهداشت حرفه ای (NIOSH) شد.

### بهداشت حرفه‌ای در ایران
در مرداد سال ۱۳۲۵ وزارت کار و امور اجتماعی تشکیل و قانون موقت کار را تدوین کرد و در سال ۱۳۳۷ قانون مزبور با اصلاحات و تغییراتی به صورت قانون به تصویب رسید و اجرای وظایف مربوط به ایمنی و بهداشت حرفه ای مندرج در قانون کار وقت به عهده اداره کل بازرسی کار قرار گرفت.
مدرسه عالی حفاظت و بهداشت کار که در سال ۱۳۵۴ تأسیس می شود و تربیت کاردانی رشته حفاظت و بهداشت کار را شروع می‌نماید.
در ایران سال ۱۳۵۱ یک مؤسسه آموزش عالی غیرانتفاعی و در سال ۱۳۵۴ توسط دانشگاه تهران برای اولین بار به صورت آکادمیک در رشته کارشناسی بهداشت صنعتی با استفاده از ظرفیت اساتید دارای دکترین بهداشت صنعتی و ایمنی از دانشگاه‌های معتبر بین‌المللی شروع به تربیت افراد متخصص برای حوزه ایمنی و بهداشت حرفه‌ای می‌نماید.
تا قبل از سال ۱۳۶۲ وزارت کار و امور اجتماعی وقت بر بحث ایمنی و بهداشت حرفه ای نیروی کار و کارگاه‌ها و صنایع نظارت و مراقبت داشتند. به منظور تمرکز بیشتر و ارتقاء کیفیت ارائه خدمات برای حفظ و بالا بردن سلامت شاغلین، درسال۱۳۶۲ مسائل حاکمیتی و بازرسی بهداشت حرفه ای، از وظایف وزارت بهداشت، درمان و آموزش پزشکی شناخته شد و جهت انجام این وظیفه، اداره کل بهداشت حرفه‌ای تشکیل و مسئولیت حفظ و ارتقاء سلامت نیروهای شاغل کشور در مشاغل گوناگون جامعه را عهده‌دار گردید. که به دنبال آن از کاردانان رشته حفاظت و بهداشت کار و کارشناسان رشته بهداشت صنعتی دهه ۵۰ زیر نظر وزارت کار به زیر مجموعه وزارت بهداشت منتقل شدند و تعداد زیادی هم به عنوان بازرس کار در بدنه اداره کل بازرسی کار وزارت کار باقی ماندند.
با توجه به تصویب قانون جدید کار توسط مجمع تشخیص مصلحت نظام ایران در سال ۱۳۶۹، به حکم ماده ۸۵ قانون کار وزارت بهداشت، درمان و آموزش پزشکی عهده‌دار بهداشت و درمان کارگران و وزارت کار و امور اجتماعی مسئول ایمنی کارگران می‌باشد.

## هدف کلی مهندسی بهداشت حرفه‌ای
نگهداری و بهبود حداکثر سلامت جسمی، روانی و اجتماعی کارکنان مشاغل مختلف از طریق پیشگیری از خطرات تهدیدکننده سلامت کارگران، مطالعه شرایط نامناسب محیط کار و اثرات سوء آن بر تندرستی آنان است. کارشناسان بهداشت حرفه‌ای که در این زمینه فعالیت دارند، با شناختی که از محیط کار، فرایندهای کاری، خطرات و عوامل زیان‌آور محیط کار، و نیز تأثیراتی که این عوامل بر سلامت شاغلین می‌گذارند، از طریق بررسی، ارزیابی، اندازه‌گیری وکنترل عوامل زیان‌آور محیط کار، درصدد سالم‌سازی و بهسازی محیط کار برمی‌آیند؛ بنابراین از این طریق باعث کنترل بیماری‌ها، عوارض و آسیب‌های شغلی و در نهایت تأمین سلامت شاغلین می‌گردند.

## برنامه‌ها و فعالیت‌های بهداشت حرفه‌ای
به منظور دست یابی به هدف فوق در بهداشت حرفه‌ای برنامه‌هایی درنظرگرفته شده‌است که به‌طور خلاصه عبارتنداز:
1. معاینات پزشکی گوناگون برای کلیه کارکنان
2. برنامه‌های مربوط به حفاظت فنی و ایمنی کارگران
3. برنامه‌های مربوط به بهداشت محیط کار شامل شناخت و ارزیابی عوامل زیان‌آور محیط کاروارائهٔ طرح‌های کنترلی و بهسازی محیط کار
4. ایجاد امکانات درمانی و اورژانس طب کار
5. برنامه‌های مربوط به آموزش برای بهداشت
6. برنامه‌های مربوط به تغذیه کارگران
7. برنامه‌های مربوط به نوتوانی و توانبخشی حرفه‌ای

مهندسی بهداشت حرفه‌ای نه تنها مسائلی راکه در اثر تماس باعوامل زیان‌آور محیط کار بروز می‌نماید در نظر می‌گیرد، بلکه سایر مسائل ازقبیل:پیشگیری از بیماری‌ها، بهداشت عمومی محیط کار، آب آشامیدنی، نظافت عمومی و فردی، دفع حشرات، دفع زباله و فضولات، نهارخوری‌ها، حمام، توالت، دوش و دستشویی، وسایل و حفاظت فردی و جمعی و غیره را نیز درمحیط‌های کاری در مدنظر دارد.

## عوامل زیان‌آور محیط کار

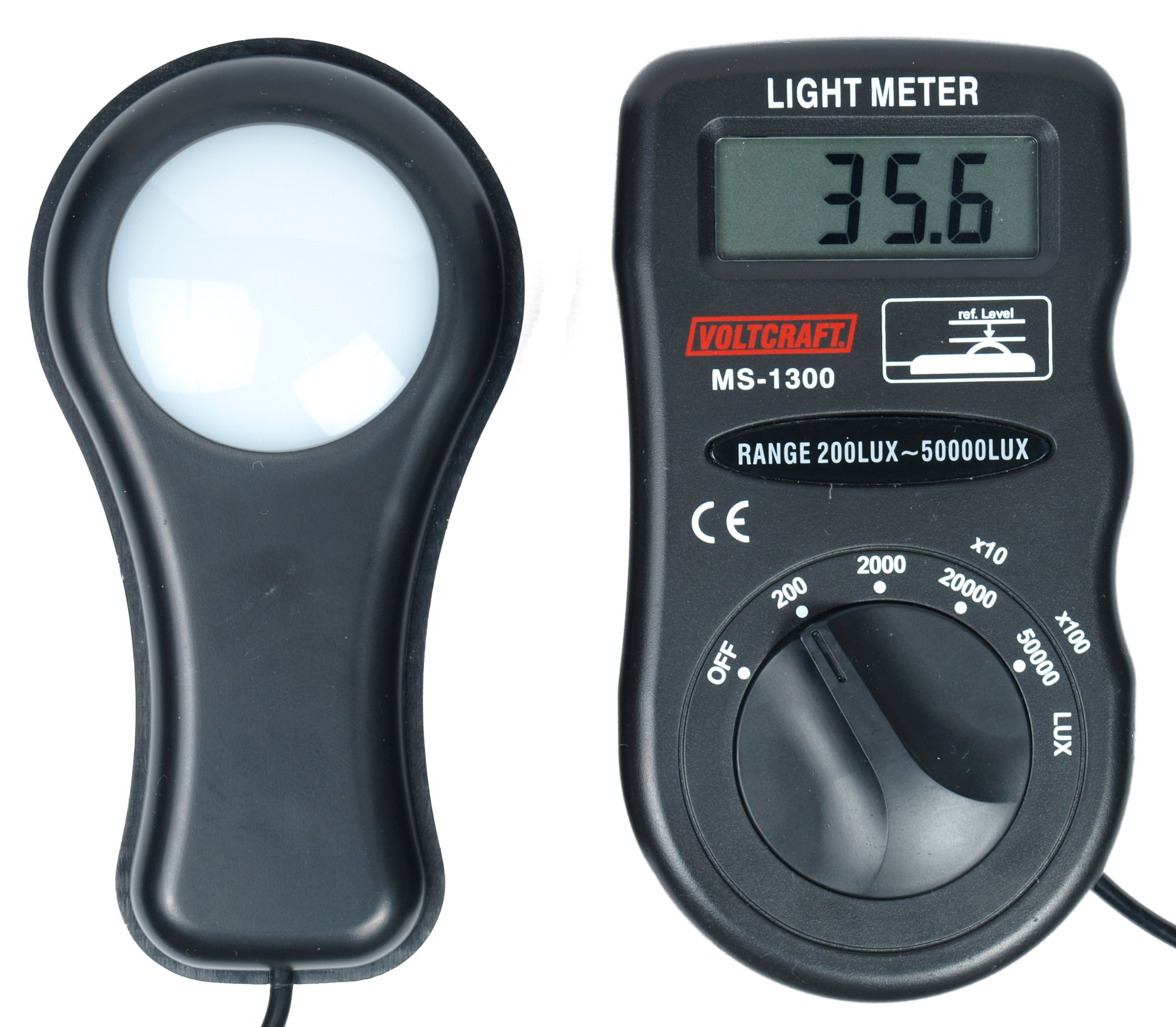
ابزار اندازه‌گیری نور، نورسنج

به‌طورکلی می‌توان گفت که بهداشت حرفه‌ای علمی چند رشته‌ای بوده و ترکیبی از علوم پزشکی و مهندسی است. یکی از برنامه‌های اصلی بهداشت حرفه‌ای، مطالعهٔ شرایط نامناسب محیط کار یا به عبارتی بررسی و ارزیابی عوامل زیان‌آور محیط کار می‌باشد، که این عوامل خودبه پنج دسته تقسیم می‌شوند:
1. عوامل زیان‌آور فیزیکی محیط کار شامل سروصدا، گرما و رطوبت، سرما، ارتعاش، فشار (کمبود و افزایش فشار)، روشنایی (کمبود و افزایش نور)، اشعهٔ مادون قرمز، اشعهٔ ماورای بنفش، اشعه‌های یونیزان، الکتریسیته
2. عوامل زیان‌آور شیمیایی محیط کار مانندگازها، بخارات، دودودمه، گردوغبار، اسیدهاوبازها، فلزات و…
3. عوامل زیان‌آور بیولوژیکی محیط کار شامل: انتقالویروس‌ها، قارچ‌ها، انگل‌ها، باکتری‌ها، ریکتزیاها از طریق خون و سایر مایعات بدن
4. عوامل زیان‌آور مکانیکی وارگونومیک محیط کار، شامل: پوزیشن‌های نامناسب بدن حین کار، بلندکردن وحمل باربیش از حدمجاز، سطوح کار شامل میز، صندلی، ابزارآلات مورد استفاده، تجهیزاتی که مناسب طراحی نشده باشند (عدم تطابق کار با کاربر) و…
5. عوامل زیان‌آور روحی وروانی محیط کار مانند روابط کارگرباکارفرما، همکاران و زیردستان،_ استرس‌های شغلی، تشویق‌ها و تنبیه ها_ارتقاء شغلی، رضایت شغلی و…

چنانچه هریک ازعوامل یادشدهٔ فوق از حدتحمل فیزیولوژیک بدن انسان پیشی گیرد، عوارض و آسیب‌هایی را ایجاد خواهدنمود. در بهداشت حرفه‌ای عمده کوشش‌ها بر شناسایی این عوامل، اندازه‌گیری و درصورت نیاز کنترل آن‌ها متمرکزاست.

## روز جهانی ایمنی و بهداشت حرفه‌ای
روز ۲۸ آوریل (هشتم اردیبهشت) از سوی سازمان بین‌المللی کار(ILO) به عنوان روز جهانی ایمنی و بهداشت حرفه‌ای World Day for Safety and Health at Work نامگذاری شده‌است.
روز جهانی ایمنی و بهداشت حرفه‌ای در واقع یک هدف‌گذاری سالیانه بین‌المللی برای نهادینه کردن کار سالم و ایمن در سرتاسر جهان است. برگزاری این مراسم بخش مهمی از استراتژی‌های جهانی سازمان بین‌المللی کار برای ارتقای ایمنی و بهداشت حرفه‌ای در همه محیط‌های کاری است که باعث ارتقای آگاهی‌های مردم و همچنین افزایش امنیت و سلامت در کارگاه‌ها محل کار می‌شود.
این مراسم هر ساله توسط کلیه دولتها، سازمان‌ها و بخش‌های خصوصی و کارفرمایان و کارخانجات انجام شده و توسط سازمان بین‌المللی کار حمایت و پشتیبانی می‌کند.
از سال ۱۳۸۶ وزارت بهداشت با مشارکت تشکل‌های کارگری و کارفرمایی کشور و بعدها از سال ۱۳۹۵ با پیوستن وزارت کار به این کمپین در کشورمان برنامه روز جهانی بهداشت حرفه ای و ایمنی کار را به صورت هر ساله در سطح کشور اجرا و غالباً همراه با پیام وزیران بهداشت و کار در راستای جامعه عمل پوشاندن به شعار سال این روز جهانی بوده‌است همچنین در چند سال اخیر با ابتکار انجمن متخصصین بهداشت حرفه ای ایران در همیاری مشترک با نمایندگان مجلس شورای اسلامی، اتاق ایران، خانه کارگر، خانه صنعت، معدن تجارت ایران، کانون عالی انجمن‌های صنفی کارفرمایی ایران، کانون عالی انجمن‌های صنفی کارگران ایران، کانون هماهنگی شوراهای اسلامی کار کشور، مجمع عالی نمایندگان کارگران کشور، وزارت کار و وزارت بهداشت برنامه و وبینارهای مختلفی انجام شده‌است.

## بهداشت حرفه‌ای در دانشگاه‌های ایران
رشته مهندسی بهداشت حرفه‌ای برای اولین بار در ایران در دانشکده بهداشت دانشگاه تهران در سال ۱۳۴۷ فعالیت خویش را با آموزش در مقطع کارشناسی ارشد بهداشت حرفه ای و حفاظت صنعتی آغاز نمود در ادامه در سال۱۳۵۱ با نام «بهداشت صنعتی» در مقطع کارشناسی در انستیتو عالی علوم بیمارستانی که یک مؤسسه آموزش عالی غیرانتفاعی بونیزیتأسیس شد. شالوده دانشکده بهداشت دانشگاه علوم پزشکی شهید بهشتی قبل از انقلاب اسلامی و در این انستیتو پی‌ریزی شد. پس از انقلاب اسلامی ایران، انستیتو عالی علوم بیمارستانی با چند مؤسسه دیگر ادغام و به دانشکده علوم پیراپزشکی تغییر نام یافت. این انستیتو در خیابان استاد نجات اللهی، خیابان اراک تهران مستقر بود و اولین فارغ‌التحصیلان رشته مهندسی بهداشت حرفه‌ای دانش آموختگان این مرکز به‌شمار می‌روند. در پی جدا شدن دانشگاه‌های علوم پزشکی از دانشگاه‌های وزارت علوم، در سال ۱۳۶۴ دانشکده علوم پیراپزشکی به دانشگاه علوم پزشکی و خدمات بهداشتی درمانی شهید بهشتی ملحق شد. این رشته چندی بعدی با تشکیل انقلاب فرهنگی مورد بازنگری قرار گرفت و با نام رشته «بهداشت حرفه ای و بعداً مهندسی بهداشت حرفه‌ای» تعریف گرد و در سال‌های اخیر با عنوان مشابه قبل از انقلاب یعنی مهندسی بهداشت حرفه‌ای و ایمنی کار در دانشگاه‌ها مطرح می‌باشد.
انجمن متخصصین بهداشت حرفه‌ای ایران
انجمن متخصصین بهداشت حرفه‌ای ایران اولین انجمن صنفی تخصصی و علمی حوزه بهداشت حرفه‌ای و ایمنی در تاریخ ایران دارای مجوز از وزارت کشور می‌باشد که برای اولین بار در سال ۱۳۷۶ تأسیس شده‌است.
دفتر این انجمن در دانشگاه تربیت مدرس واقع در تهران می‌باشد. رئیس هیئت مدیره این انجمن در حال حاضر دکتر حسن اصیلیان مهابادی استاد تمام و مدیر گروه رشته مهندسی بهداشت حرفه‌ای و ایمنی کار دانشگاه تربیت مدرس (معاون سابق سازمان محیط زیست) می‌باشد.
دیگر اعضای هیئت مدیره انجمن متخصصین بهداشت حرفه‌ای ایران شامل دکتر جعفری استاد تمام مهندسی بهداشت حرفه‌ای بازنشسته دانشگاه علوم پزشکی شهید بهشتی، دکتر رمضان میرزایی استاد گروه مهندسی بهداشت حرفه‌ای و ایمنی کار دانشگاه علوم پزشکی مشهد، خانم مهندس مهین حق‌شناس کارشناس ارشد مهندسی بهداشت حرفه‌ای با ۳۰ سال سابقه کاری و دکتر عمران احمدی استاد گروه مهندسی بهداشت حرفه‌ای و ایمنی تربیت مدرس و محمد امین رشیدی می‌باشد.
این انجمن مدافع حق و حقوق صنفی و علمی برای متخصصین بهداشت حرفه‌ای و ایمنی کار کشور شاغل در بخش دولتی و خصوصی هم چون بازرسان بهداشت حرفه‌ای وزارت بهداشت، بازرسان کار وزارت کار، کارشناسان بهداشت حرفه‌ای و ایمنی کار شاغل در وزارت خانه‌های مختلف دولتی مثل وزارت نفت، صمت، نیرو و شرکت‌های خصوصی بهداشت حرفه‌ای، ایمنی، کارشناسان و مشاوران بهداشت حرفه‌ای و ایمنی کار کارگاه‌ها و کارخانجات و مشاوران حفاظت فنی و خدمات ایمنی همچنین مطالبه گری تخصصی حق ایمنی و بهداشت حرفه‌ای برای جامعه کارگری و کارفرمایی کشور و ترویج عمومی این حوزه می‌باشد.
هر ساله برای بزرگداشت روز جهانی ایمنی و بهداشت حرفه‌ای در ۲۸ آوریل مصادف با ۸ اردیبهشت ماه با مشارکت تشکل‌های کارگری، کارفرمایی، دولت و نمایندگان مجلس برنامه‌های را برگزار و متناسب شعار سال روز جهانی ایمنی و بهداشت حرفه‌ای بیانیه ای مشترک جهت تلاش برای رسیدن به آنها صادر می‌نمایند.

## ایمنی صنعتی
ایمنی صنعتی (به انگلیسی: Industrial Safety) دانشی است گسترده که به مجموعه تدابیر، اصول و مقرراتی گفته می‌شود که با به کار گرفتن آن‌ها می‌توان نیروی انسانی و سرمایه را در برابر خطرات گوناگون در محیط‌های صنعتی به گونه‌ای مؤثر و کارا نگهداری کرد و به این وسیله یک محیط کار و صنعت بی‌خطر و سالم برای افزایش کارایی کارکنان به وجود آورد. مهندسی ایمنی عبارت است از مقررات یا نظامی که برای کاهش وقوع حوادث از طریق حذف یا کنترل خطرات بکار می‌روند با وجود مرز بندی این دانش در زیر مجموعهٔ مهندسی صنایع و وزارت علوم، تحقیقات و فناوری، ایمنی صنعتی زیرمجموعه‌ای از دانش کلان بهداشت حرفه‌ای محسوب می‌شود. در ایران با شکل‌گیری دانشکده‌های بهداشت و حفاظت فنی در دانشگاه‌های وزارت بهداشت، درمان و آموزش پزشکی، ایمنی صنعتی به صورت سرفصلی از دروس این رشته تدوین گردید. تا قبل از دهه ۱۹۷۰ مهندسی ایمنی بخشی از مهندسی کنترل محسوب می‌شد. در این دوران هنوز دانش ایمنی همگام با سایر علوم مرتبط با کنترل فرایند پیش نرفته بود. با وقوع حوادث فاجعه بار در صنایع و کارخانجات شیمیایی از جمله کارخانه Flixborough در سال ۱۹۷۴انگلستان و شکل‌گیری تدریجی سیستم مدیریت HSE توسعه دانش ایمنی به عنوان یک بخش مستقل مورد نظر قرار گرفت.

## ارگونومی
ارگونومی یا مهندسی فاکتورهای انسانی از دو کلمه یونانی «Ergo» به معنی کار و «Nomos» به معنی قانون و قاعده گرفته شده و در لغت به معنای قانون و قاعده کار است. ارگونومی ظرفیت‌ها و توانمندی‌های انسان را بررسی می‌کند و سپس اطلاعات به دست آمده را در طراحی مشاغل، فراورده‌ها، محیط‌های کار و تجهیزات به کار می‌بندد. خلاصه‌ترین تعریف برای ارگونومی علم تطابق انسان و محیط کار باشد. ارگونومی، رشته‌ای از علوم است که با به دست آوردن بهترین رابطه میان کارگران و محیط‌کاری‌شان، مرتبط است. دانش ارگونومی در ایران ابتدا در محیط‌های شغلی و بهداشت حرفه‌ای مطرح گردید. امروزه این دانش به صورتی مستقل و گرایشی از بهداشت حرفه‌ای در مقاطع تحصیلات تکمیلی و دکترای تخصصی در دانشگاه‌های علوم پزشکی رواج پیدا کرده‌است.

## تهویه صنعتی
تهویه صنعتی (به انگلیسی: Industrial Ventilation) مجموعه ای از علوم که در تلاش برای برقراری سیستمی است که به وسیله آن ذرات آلاینده شامل گرد و غبار، بخارات، دود و گازهای شیمیایی از طریق تأمین هوای پاک یا تخلیه هوای آلوده از محیط کار خارج شده و از تماس کارگران با مواد خطرناک در مقدار بیش از حد مجاز جلوگیری کند.